# Sultan II bin Saqr al-Qasimi
Sultan II bin Saqr al-Qasimi (in arabo صقر بن محمد القاسمي‎?; ... – 1951), è stato emiro di Sharja dal 1924 al 1951. Suo padre aveva ceduto il dominio su Sharja a Khalid bin Ahmad. Sultan si ritrovò quindi espropriato e sposò la figlia di Abdulrahman bin Muhammad Al Shamsi, un secessionista di Al Heera, nemico giurato del rivale. Promosso dall'impopolarità di Khalid e dalla forza della personalità e delle armi di Abdulrahman, Sultan depose Khalid e divenne il nuovo sovrano. Tuttavia, trovò l'interno del paese dominato dai beduini delle tribù e la costa orientale sotto l'influenza dall'ex sovrano, Khalid. Sultan era quindi effettivo sovrano di un gruppo di insediamenti costieri, molti dei quali cercarono costantemente di separarsi dal suo dominio. Viene citato come presidente di un basso riflusso nel potere di Al Qasimi, in passato potente federazione marittima.

## Ascesa al trono
Il padre di Sultan, Saqr II bin Khalid al-Qasimi, morì nel 1914, quando Sultan era ancora un ragazzino. Poco prima della sua morte, accettò che a succedergli fosse un suo cugino, Khalid bin Ahmad.
Sultan, quando raggiunse la maggiore età, fece una petizione a Khalid per ottenere le proprietà e il denaro che aveva ottenuto al momento della sua ascesa al trono ma invano. Amareggiato, Sultan nel 1921 lasciò Sharja e si stabilì a Dubai. Nel 1923 sposò la figlia di Abdulrahman bin Muhammad Al Shamsi, il capo di Al Heera, una dipendenza formale di Sharja che era coinvolta in un aperto conflitto con i sovrano di Sharja e Ajman.
Khalid bin Ahmad considerò l'unione una sfida e attaccò il suocero di Sultan nella sua casa di Al Heera. In seguito all'intercessione dell'agente della residenza britannica, Abdulrahman lasciò Al Heera e andò a vivere a Dubai con Sultan.
Ormai, Khalid era impopolare ed era considerato debole, avendo perso Ras al-Khaima ed essendo oppresso da Heera. Le sue azioni nei confronti di Sultan, figlio dell'ex emiro, furono ampiamente deprecate e le tasse rimasero risentite. Il 1º novembre 1924, Sultan fu accolto a Sharja e depose Khalid dopo un breve conflitto durato 11 giorni. L'ex sovrano si rifugiò a Dubai e poi a Umm al-Qaywayn.

## Regno
Sebbene rimosso come sovrano di Sharja, Khalid esercitò una notevole influenza sulle dipendenze orientali di Sharja, ovvero Dhaid, Dibba e Kalba. Dopo aver preso il potere, Sultan rimosse il fratello di Khalid, Rashid, dall'incarico di wali di Dibba. Tuttavia, fu restaurato nel 1926 dopo che ebbe guidato una rivolta popolare e mantenne l'ufficio fino alla sua morte, nel 1937.
Nel giugno del 1927 Sultan e Khalid raggiunsero un accordo per provvedere al mantenimento della famiglia del sovrano deposto. L'emiro cedette il forte di Dhaid e le entrate della città dell'oasi interna a Khalid. Dhaid, nel 1906, aveva fruttato circa 228 talleri di Maria Teresa all'anno grazie alle tasse sull'acqua e alla vendita di datteri.
Sebbene avesse l'accordo di Sultan, Khalid rimase a Umm al-Qaywayn e mandò alcuni dei suoi uomini a Dhaid per occupare i suoi beni acquisiti di recente poiché i beduini che avevano presidiato il forte per Sultan erano ancora attivi nella zona. Con il sostegno degli sceicchi delle tribù beduine Bani Ka'ab e Na'im, che favorivano qualsiasi piano che indebolisse Sharja, venne concordato che il sovrano di Ras al-Khaima Sultan bin Salim al-Qasimi, avrebbe occupato Dhaid per conto di Khalid. Questo accordo non fu pienamente supportato dallo stesso Sultan bin Salim, che temeva l'antagonismo di Sultan bin Saqr e credeva anche che Khalid bin Ahmad rappresentasse un onere finanziario corrente con poche speranze di un ritorno che non fosse conflittuale.
Khalid bin Ahmad prese finalmente possesso a pieno titolo di Dhaid nel luglio del 1928.

## Abdulrahman Al Shamsi
Il suocero di Sultan era una figura a dir poco pittoresca. Nell'ottobre del 1925 fu accusato dell'omicidio del cugino dell'agente della residenza britannica. Sebbene non vi fossero dubbi sul fatto che Abdulrahman odiasse l'uomo, non vi erano prove sufficienti del suo coinvolgimento nel fatto e gli inglesi inviarono a Sharja per compiere le indagini il residente politico accompagnato dall'agente del Bahrein, Yousuf Kanoo. L'agente politico aveva inviato Abdulrahman a Ras al-Khaima in attesa dell'esito dell'indagine. Ciò provocò un crescente clamore e uno scoppio di tensione tra gli Al Bu Shamis e gli altri leader della costa. A causa dell'aumento delle tensioni e della conseguente instabilità, il residente britannico decise di esiliare Abdulrahman ad Aden per quattro anni. Parry, il capitano della nave Triade, venne inviato a Ras al-Khaima per imbarcare Abdulrahman, ma Sultan bin Salim al-Qasimi, il sovrano, rifiutò di consegnarlo fino a quando gli inglesi non avessero emesso minacce velate di bombardare le città costiere, incluse Al Heera e Sharja. Il 16 giugno 1926, Abdulrahman partì per l'esilio ma nel 1929 gli fu permesso di tornare dopo protratte richieste avanzata dal genero e dai capi degli Al Bu Shamis.
Abdulrahman doveva essere un fedele e utile alleato di Sultan, che era considerato debole da molti dei capi intransigenti e guerrieri delle tribù beduine come i Bani Qitab, che gli avevano dichiarato guerra ma che erano alleati di Abdulrahman, suo suocero. Quando nel 1933 scoppiò la guerra tra Sharja e Ajman, Abdulrahman portò i Bani Qitab e i Manasir a combattere al fianco di Sharja. Ciò non fermò la tribù Bani Qitab, che fu fondamentale in gran parte dell'interno della penisola. Nel 1936 i suoi membri bloccarono i geologi delle concessioni petrolifere che intendevano esplorare l'interno anche se avevano il permesso di Sultan. Alla fine il sovrano avrebbe rivolto una petizione al suo predecessore, Khalid, perché intercedesse a suo nome con la turbolenta tribù. Khalid era considerato infatti un leader altamente influente tra le tribù della costa orientale. Tuttavia, questo non ebbe successo, e nel 1937 Sultan aveva il controllo effettivo della sola area costiera occidentale dell'emirato di Sharja.
La potente personalità e la posizione di Abdulrahman sembrò dargli un ruolo dominante nella sua relazione con Sultan. Questi giunse a risentirsi per suo suocero, specialmente quando dichiarò Al Heera indipendente da Sharja. Tentò dunque di far deporre Abdulrahman da altri leader. Non ebbe successo e fu solo alla morte di Abdulrahman che Al Heera fu confermata come parte del territorio di Sharja.

## Costa orientale
Nel XIX secolo, Sultan I bin Saqr aveva stabilito il dominio degli al-Qasimi sulla costa orientale, un'area conosciuta come Shamaliyah. Le relazioni degli al-Qasimi con la tribù dominante di Fujaira, i Sharqiyin, era tese ed essi, in diverse occasioni, tentarono di attuare una secessione da Sharja ma anche di sconfinare nel territorio di Kalba. Nel 1926 tra Kalba e Fujaira scoppiò un conflitto. Un certo numero di affiliazioni tribali si gettarono nella mischia e Sharja, Mascate e Ras al-Khaima vennero coinvolti in quello che sembrava essere degenerato in un grande conflitto tribale. Il coinvolgimento del sultano di Mascate portò tutte le parti a un accordo e si arrivò alla pace, che tornò a essere nuovamente minacciata nel 1927. Nel 1936, la concessione dello status di Stato della Tregua fatta a Kalba da parte degli inglesi e l'istituzione di un governo stabile in quella città da parte Khalid bin Ahmad stabilizzò la situazione.

## Aeroporto di Sharja
L'Imperial Airways istituì una rotta aerea per collegare l'Impero britannico. Essa andava da Croydon via Il Cairo a Città del Capo, in Sudafrica, e a Brisbane, in Australia. L'accordo per utilizzare una base sulla costa persiana scadde nel 1932 e successivamente si cercò una rotta più a sud. Dopo alcuni negoziati i britannici ottennero il rifiuto da parte degli sceicchi degli Stati della Tregua di poter aprire un aeroporto. Alla fine, il sovrano di Sharja accettò, con riserve, di ospitare l'aeroporto. Il 22 giugno 1932 fu stipulato un accordo con il sovrano, Sultan bin Saqr. Gli venne assicurato un affitto mensile di 800 rupie in diritti e tasse di atterraggio e un sussidio personale di 500 rupie. Preoccupato che l'aerodromo avrebbe provocato un'interferenza britannica negli affari interni dell'emirato, egli ottenne anche assicurazioni sul fatto che il trasporto britannico sarebbe passato attraverso Sharja fornendo reddito ai commercianti della città.
Secondo il documentario del 1937 Air Outpost, che comprendeva l'aeroporto di Sharja, Sultan accettò di costruire una casa di alloggio per gli equipaggi e i passeggeri che fosse fortificata contro "possibili ma improbabili irruzioni dei beduini". Sultan fornì anche un certo numero di uomini armati come guardie.
La rotta era originariamente gestita da un Handley Page HP.42, con quattro voli settimanali che atterravano a Sharja la domenica e il mercoledì sera all'andata e il mercoledì e il sabato sera al ritorno. Nell'agosto del 1936 venne aperta una pista di atterraggio di riserva a Kalba.
Nel 1938, Sharja non era più una fermata notturna sulla rotta, anche se il servizio di volo in aereo della Imperial Airways da Sydney a Londra includeva una sosta notturna a Dubai, ottenuta in seguito alla stipulazione di accordi sui voli civili con il sovrano di Dubai. Lo scoppio di schermaglie tra Dubai e gli usurpatori che erano fuggiti da Al Khan a Sharja nel 1940 minacciarono la sicurezza dell'aeroporto di Sharja e portarono all'intervento insolito dell'agente politico britannico in una disputa terrestre: gli inglesi avevano precedentemente ristretto i loro interessi e trattati esclusivamente agli affari marittimi.
L'aeroporto venne ampiamente utilizzato durante la seconda guerra mondiale dalla Royal Air Force e venne stipulato un nuovo accordo con Sultan per l'istituzione di una base della RAF a Sharja.

## Secessione
Il regno di Sultan fu afflitto da tentativi di secessione, non solo da parte di Al Heera, ma anche di Kalba, Dibba, Fujaira, Dhaid, Al Khan e Hamriyah. Avendo perso l'effettivo controllo della costa orientale e dell'interno, fece affidamento sugli interventi britannici per mantenere il controllo della sua ridotta tenuta costiera. Nel tentativo di consentire l'accesso all'interno ai geologi che esploravano il territorio alla ricerca di petrolio ai sensi delle concessioni che aveva firmato, fu costretto a chiedere aiuto a Khalid bin Ahmad per pacificare le tribù della costa orientale e dell'interno, in particolare la Bani Qitab, pagandolo 1500 rupie per la sua intercessione.
Sultan bin Saqr morì nel 1951.